# Liste der Baudenkmale in Hildesheim/Pufferzone Welterbe
In der Liste der Baudenkmale in Hildesheim/Welterbe Pufferzone sind alle denkmalgeschützten Bauten in der Welterbe Pufferzone der niedersächsischen Stadt Hildesheim (Landkreis Hildesheim) aufgelistet. Der Stand der Liste ist das Jahr 2012.
Die Baudenkmale der Kernstadt Hildesheims ohne die Welterbe Pufferzone befindet sich in der Liste der Baudenkmale in Hildesheim. Die Baudenkmale in den Stadtteilen von Hildesheim, die bei der Gemeindereform von 1974 eingemeindet wurden, sind in der Liste der Baudenkmale außerhalb der Kernstadt aufgelistet.
Bis zur vollständigen Aktualisierung können es zu Fehleinträgen, gerade bei den Einzeldenkmalen, kommen.

## Allgemein
In den Spalten befinden sich folgende Informationen:
- Lage: die Adresse des Baudenkmales und die geographischen Koordinaten. Kartenansicht, um Koordinaten zu setzen. In der Kartenansicht sind Baudenkmale ohne Koordinaten mit einem roten Marker dargestellt und können in der Karte gesetzt werden. Baudenkmale ohne Bild sind mit einem blauen Marker gekennzeichnet, Baudenkmale mit Bild mit einem grünen Marker.
- Bezeichnung: Bezeichnung des Baudenkmales
- Beschreibung: die Beschreibung des Baudenkmales. Unter § 3 Abs. 2 NDSchG werden Einzeldenkmale und unter § 3 Abs. 3 NDSchG Gruppen baulicher Anlagen und deren Bestandteile ausgewiesen.
- ID: die Objekt-ID des Baudenkmales
- Bild: ein Bild des Baudenkmales, ggf. zusätzlich mit einem Link zu weiteren Fotos des Baudenkmals im Medienarchiv Wikimedia Commons. Wenn man auf das Kamerasymbol klickt, können Fotos zu Baudenkmalen aus dieser Liste hochgeladen werden:

## Hildesheim, Welterbe Pufferzone
Die Gruppe „UNESCO-Welterbe Hildesheim - Pufferzone“ hat die ID 47696140.

### Ehemalige Domburg
Die Weltkulturerbe Pufferzone „Ehemalige Domburg“ hat die ID 47696140.
Die Gruppe „Ehemalige Domburg“ hat die ID 37504068.

| Lage                                     | Bezeichnung        | Beschreibung | ID       | Bild           |
| ---------------------------------------- | ------------------ | --- | -------- | -------------- |
| Bohlweg 52° 9′ 1″ N, 9° 56′ 52″ O        | Toilettenanlage    | | 37535578 |                |
| Domhof 52° 9′ 0″ N, 9° 56′ 43″ O         | Mauer              | Bernwardsmauer | 37522577 |                |
| Hückedahl 12 52° 8′ 57″ N, 9° 56′ 53″ O  | Versammlungsstätte | Joseph-Godehard-Haus | 37526027 | BW             |
| Domhof 52° 8′ 57″ N, 9° 56′ 47″ O        | Platz              | | 37522496 |                |
| Bohlweg 1 52° 8′ 59″ N, 9° 56′ 51″ O     | Regierungsgebäude  | | 37521774 | Weitere Bilder |
| Domhof 3 52° 8′ 56″ N, 9° 56′ 49″ O      | Dom                | | 37522313 | Weitere Bilder |
| Domhof 3 52° 8′ 55″ N, 9° 56′ 51″ O      | Kapitelhaus        | | 37522421 |                |
| Domhof 7 52° 8′ 54″ N, 9° 56′ 52″ O      | Schule             | Gymnasium Mariano-Josephinum | 37522548 |                |
| Domhof 8 52° 8′ 53″ N, 9° 56′ 50″ O      | Wohnhaus           | | 37522773 | BW             |
| Domhof 9 52° 8′ 54″ N, 9° 56′ 49″ O      | Verwaltungsgebäude | | 37522747 | BW             |
| Domhof 12 52° 8′ 54″ N, 9° 56′ 49″ O     | Wohnhaus           | | 37525777 | BW             |
| Domhof 15 52° 8′ 54″ N, 9° 56′ 48″ O     | Bank               | | 37522631 |                |
| Domhof 16 52° 8′ 54″ N, 9° 56′ 47″ O     | Wohnhaus           | | 37522660 | BW             |
| Domhof 17 52° 8′ 54″ N, 9° 56′ 47″ O     | Wohnhaus           | | 37522688 |                |
| Domhof 18–20 52° 8′ 56″ N, 9° 56′ 45″ O  | Palais             | Bischöfl. Generalvikariat | 37522717 |                |
| Domhof 21 52° 8′ 57″ N, 9° 56′ 45″ O     | Verwaltungsgebäude | Bischöfl. Generalvikariat | 37522798 |                |
| Domhof 23 52° 8′ 57″ N, 9° 56′ 44″ O     | Wohnhaus           | | 37525802 |                |
| Domhof 24 52° 8′ 58″ N, 9° 56′ 42″ O     | Domkurie           | | 37522852 |                |
| Domhof 24 52° 8′ 58″ N, 9° 56′ 43″ O     | Tor                | Paulustor | 37522881 |                |
| Domhof 25 52° 8′ 59″ N, 9° 56′ 44″ O     | Domkurie           | Das Bischöfliches Palais liegt an der Nordseite des Platzes. Hier wohnt seit 1829 der Bischof von Hildesheim. Das Haus wurde zu Beginn des 18. Jahrhunderts erbaut, 1945 aber zerstört. Mit dem Wiederaufbau schuf man das ursprüngliche schlichte zweigeschossige Gebäude mit Walmdach wieder. Es ist ein Haus mit elf Fensterachsen und zwei Geschossen. Ein Gurtsims trennt die Geschosse. In der Mitte befindet sich der Eingang, davor ist eine Freitreppe. Das Innere ist teilweise im Stil der 1950er Jahre ausgestattet. | 37522909 |                |
| Domhof 26 52° 8′ 59″ N, 9° 56′ 46″ O     | Wohnhaus           | | 37525877 |                |
| Domhof 27 52° 8′ 59″ N, 9° 56′ 46″ O     | Wohnhaus           | Domkurie | 37525902 |                |
| Domhof 28 52° 8′ 59″ N, 9° 56′ 47″ O     | Wohnhaus           | | 37525827 |                |
| Domhof 28 52° 9′ 0″ N, 9° 56′ 47″ O      | Kapelle            | | 37528495 | BW             |
| Domhof 29 52° 8′ 59″ N, 9° 56′ 48″ O     | Wohnhaus           | | 37525852 |                |
| Domhof 29a 52° 8′ 59″ N, 9° 56′ 49″ O    | Wohnhaus           | | 37522937 |                |
| Domhof 29b 52° 9′ 1″ N, 9° 56′ 47″ O     | Gartenhäuschen     | | 37522965 |                |
| Pfaffenstieg 2 52° 9′ 1″ N, 9° 56′ 45″ O | Verwaltungsgebäude | Bischöf. Generalvikariat | 37524243 |                |

### Mühlenstraße-Augustiner Kloster, ehemalig
Die Gruppe „Mühlenstraße-Augustiner Kloster, ehemalig“ hat die ID 37503599.                

| Lage                                      | Bezeichnung | Beschreibung                    | ID       | Bild           |
| ----------------------------------------- | ----------- | ------------------------------- | -------- | -------------- |
| Mühlenstraße 25 52° 9′ 3″ N, 9° 56′ 29″ O | Kirche      | kath. Pfarrkirche St. Magdalena | 37516340 | Weitere Bilder |
| Mühlenstraße 25 52° 9′ 3″ N, 9° 56′ 27″ O | Altenheim   |                                 | 37516426 | BW             |
| Mühlenstraße 25 52° 9′ 2″ N, 9° 56′ 26″ O | Altenheim   |                                 | 37516426 | BW             |
| Süsternstraße 52° 9′ 4″ N, 9° 56′ 29″ O   | Stadtmauer  |                                 | 37533051 | BW             |

### Gruppe: Am Kehrwieder
Die Gruppe „Am Kehrwieder“ hat die ID 37503047.     

| Lage                                          | Bezeichnung                                  | Beschreibung | ID       | Bild           |
| --------------------------------------------- | -------------------------------------------- | --- | -------- | -------------- |
| Am Kehrwieder 2 52° 8′ 46″ N, 9° 57′ 8″ O     | Turm                                         | Kehrwieder Turm | 37508372 |                |
| Am Kehrwieder 3 52° 8′ 47″ N, 9° 57′ 8″ O     | Wohnhaus                                     | | 37508394 |                |
| Am Kehrwieder 4 52° 8′ 47″ N, 9° 57′ 8″ O     | Wohnhaus                                     | | 37508415 |                |
| Gelber Stern 10 52° 8′ 47″ N, 9° 57′ 4″ O     | Wohnhaus                                     | |          |                |
| Gelber Stern 11 52° 8′ 47″ N, 9° 57′ 3″ O     |                                              | |          |                |
| Gelber Stern 12 52° 8′ 47″ N, 9° 57′ 3″ O     | Wohnhaus                                     | |          |                |
| Gelber Stern 13 52° 8′ 47″ N, 9° 57′ 3″ O     | Wohnhaus                                     | |          |                |
| Gelber Stern 14 52° 8′ 47″ N, 9° 57′ 4″ O     | Wohnhaus                                     | |          |                |
| Gelber Stern 15 52° 8′ 47″ N, 9° 57′ 5″ O     | Wohnhaus                                     | |          |                |
| Gelber Stern 16 52° 8′ 47″ N, 9° 57′ 5″ O     | Wohnhaus                                     | |          |                |
| Gelber Stern 17 52° 8′ 47″ N, 9° 57′ 5″ O     | Wohnhaus                                     | |          |                |
| Gelber Stern 18 52° 8′ 47″ N, 9° 57′ 5″ O     | Wohnhaus                                     | |          |                |
| Gelber Stern 19 52° 8′ 47″ N, 9° 57′ 5″ O     | Wohnhaus                                     | |          |                |
| Gelber Stern 20 52° 8′ 48″ N, 9° 57′ 6″ O     | Wohnhaus                                     | |          |                |
| Gelber Stern 21 52° 8′ 48″ N, 9° 57′ 6″ O     | Wohnhaus                                     | |          |                |
| Gelber Stern 22 52° 8′ 48″ N, 9° 57′ 6″ O     | Wohnhaus                                     | |          |                |
| Gelber Stern 23 52° 8′ 48″ N, 9° 57′ 6″ O     | Wohnhaus                                     | |          |                |
| Gelber Stern 24 52° 8′ 48″ N, 9° 57′ 7″ O     | Wohnhaus                                     | |          |                |
| Keßlerstraße 1 52° 8′ 48″ N, 9° 57′ 11″ O     | Wohnhaus                                     | | 37512061 |                |
| Keßlerstraße 2 52° 8′ 48″ N, 9° 57′ 11″ O     | Wohnhaus                                     | | 37512082 |                |
| Keßlerstraße 3 52° 8′ 48″ N, 9° 57′ 11″ O     | Wohnhaus                                     | | 37512103 |                |
| Keßlerstraße 4 52° 8′ 48″ N, 9° 57′ 12″ O     | Wohnhaus                                     | | 37512124 |                |
| Keßlerstraße 8 52° 8′ 48″ N, 9° 57′ 13″ O     | Wohnhaus                                     | | 37512211 |                |
| Keßlerstraße 9 52° 8′ 47″ N, 9° 57′ 13″ O     | Wohnhaus                                     | | 37512232 |                |
| Keßlerstraße 12 52° 8′ 47″ N, 9° 57′ 16″ O    | Wohnhaus                                     | | 37512297 |                |
| Keßlerstraße 13 52° 8′ 47″ N, 9° 57′ 16″ O    | Wohnhaus                                     | | 37512318 |                |
| Keßlerstraße 14 52° 8′ 47″ N, 9° 57′ 16″ O    | Wohnhaus                                     | | 37512339 |                |
| Keßlerstraße 15 52° 8′ 47″ N, 9° 57′ 17″ O    | Wohnhaus                                     | | 37512360 |                |
| Keßlerstraße 16 52° 8′ 47″ N, 9° 57′ 17″ O    | Wohnhaus                                     | | 37512381 |                |
| Keßlerstraße 17 52° 8′ 47″ N, 9° 57′ 17″ O    | Wohnhaus                                     | „Die Keßlerstraße enthält vorwiegend kleine Ackerbürgerhäuser, sog. Buden. [...] Von den Häuschen, die größtenteils im Dreißigjährigen Krieg bei der Belagerung 1633 zugrunde gegangen sind, sind nur wenige erhalten. Von diesen als gotisch anzusprechen: Nr. 1(früher 876) Nr. 17 (früher 824), Nr. 82 (früher 866), alle drei drei Spann lang, EG. und ZG.“ 1938 wurde das Haus Nr. 17 aufgestockt und vor die alte Fassade eine neue gesetzt.                                                                 | 37512402 |                |
| Keßlerstraße 18 52° 8′ 47″ N, 9° 57′ 17″ O    | Wohnhaus                                     | | 37512423 |                |
| Keßlerstraße 19 52° 8′ 47″ N, 9° 57′ 18″ O    | Wohn-/Geschäftshaus                          | | 37512444 | BW             |
| Keßlerstraße 20 52° 8′ 47″ N, 9° 57′ 18″ O    | Wohn-/Geschäftshaus                          | | 37512465 |                |
| Keßlerstraße 21 52° 8′ 47″ N, 9° 57′ 18″ O    | Wohn-/Geschäftshaus                          | | 37512486 |                |
| Keßlerstraße 22 52° 8′ 47″ N, 9° 57′ 18″ O    | Wohn-/Geschäftshaus                          | | 37512507 |                |
| Keßlerstraße 23 52° 8′ 47″ N, 9° 57′ 19″ O    | Wohn-/Geschäftshaus                          | | 37512528 |                |
| Keßlerstraße 24 52° 8′ 47″ N, 9° 57′ 19″ O    | Wohn-/Geschäftshaus                          | | 37512565 |                |
| Keßlerstraße 25 52° 8′ 47″ N, 9° 57′ 20″ O    | Wohn-/Geschäftshaus                          | | 37512589 |                |
| Keßlerstraße 26 52° 8′ 47″ N, 9° 57′ 20″ O    | Wohn-/Geschäftshaus                          | | 37512610 |                |
| Keßlerstraße 27 52° 8′ 47″ N, 9° 57′ 20″ O    | Wohn-/Geschäftshaus                          | | 37512631 | BW             |
| Keßlerstraße 28 52° 8′ 47″ N, 9° 57′ 21″ O    | Wohn-/Geschäftshaus                          | | 37512652 | BW             |
| Keßlerstraße 29 52° 8′ 47″ N, 9° 57′ 21″ O    | Wohn-/Geschäftshaus                          | | 37512673 |                |
| Keßlerstraße 30 52° 8′ 47″ N, 9° 57′ 21″ O    | Wohn-/Geschäftshaus                          | | 37512694 |                |
| Keßlerstraße 31 52° 8′ 47″ N, 9° 57′ 21″ O    | Wohn-/Geschäftshaus                          | | 37512719 |                |
| Keßlerstraße 32 52° 8′ 47″ N, 9° 57′ 22″ O    | Wohn-/Geschäftshaus                          | | 37512742 |                |
| Keßlerstraße 34 52° 8′ 47″ N, 9° 57′ 23″ O    | Wohnhaus                                     | |          |                |
| Keßlerstraße 35 52° 8′ 47″ N, 9° 57′ 23″ O    | Wohnhaus                                     | |          |                |
| Keßlerstraße 36 52° 8′ 47″ N, 9° 57′ 23″ O    | Wohnhaus                                     | |          |                |
| Keßlerstraße 37 52° 8′ 47″ N, 9° 57′ 24″ O    | Wohnhaus                                     | |          |                |
| Keßlerstraße 38 52° 8′ 47″ N, 9° 57′ 24″ O    | Wohnhaus                                     | |          |                |
| Keßlerstraße 39 52° 8′ 47″ N, 9° 57′ 24″ O    | Wohnhaus                                     | |          |                |
| Keßlerstraße 41 52° 8′ 47″ N, 9° 57′ 25″ O    | Wohnhaus                                     | |          |                |
| Keßlerstraße 42 52° 8′ 47″ N, 9° 57′ 25″ O    | Wohnhaus                                     | |          |                |
| Keßlerstraße 43 52° 8′ 46″ N, 9° 57′ 26″ O    | Wohnhaus                                     | |          |                |
| Keßlerstraße 44 52° 8′ 46″ N, 9° 57′ 26″ O    | Wohnhaus                                     | |          |                |
| Keßlerstraße 45 52° 8′ 46″ N, 9° 57′ 26″ O    | Wohnhaus                                     | |          |                |
| Keßlerstraße 57 52° 8′ 46″ N, 9° 57′ 21″ O    | Freimaurerloge, Pforte zum Tempel des Lichts | | 37513058 |                |
| Keßlerstraße 57 52° 8′ 46″ N, 9° 57′ 21″ O    | Nebengebäude                                 | | 37513037 |                |
| Keßlerstraße 58/59 52° 8′ 46″ N, 9° 57′ 20″ O | Wohnhaus                                     | |          |                |
| Keßlerstraße 60 52° 8′ 46″ N, 9° 57′ 20″ O    | Wohnhaus                                     | |          |                |
| Keßlerstraße 61 52° 8′ 46″ N, 9° 57′ 20″ O    | Wohnhaus                                     | |          | BW             |
| Keßlerstraße 62 52° 8′ 46″ N, 9° 57′ 19″ O    | Wohnhaus                                     | |          |                |
| Keßlerstraße 64 52° 8′ 46″ N, 9° 57′ 18″ O    | Wohnhaus                                     | |          |                |
| Keßlerstraße 66 52° 8′ 46″ N, 9° 57′ 18″ O    | Wohnhaus                                     | |          |                |
| Keßlerstraße 67 52° 8′ 46″ N, 9° 57′ 18″ O    | Wohnhaus                                     | |          |                |
| Keßlerstraße 68 52° 8′ 46″ N, 9° 57′ 18″ O    | Wohnhaus                                     | |          |                |
| Keßlerstraße 69 52° 8′ 47″ N, 9° 57′ 17″ O    | Wohnhaus                                     | |          |                |
| Keßlerstraße 70 52° 8′ 47″ N, 9° 57′ 16″ O    | Wohnhaus                                     | |          |                |
| Keßlerstraße 71a 52° 8′ 47″ N, 9° 57′ 16″ O   | Wohnhaus                                     | |          | BW             |
| Keßlerstraße 72 52° 8′ 47″ N, 9° 57′ 16″ O    | Wohnhaus                                     | |          |                |
| Keßlerstraße 73 52° 8′ 47″ N, 9° 57′ 15″ O    | Wohnhaus                                     | |          |                |
| Keßlerstraße 74 52° 8′ 47″ N, 9° 57′ 15″ O    | Wohnhaus                                     | |          |                |
| Keßlerstraße 75 52° 8′ 47″ N, 9° 57′ 15″ O    | Wohnhaus                                     | |          |                |
| Keßlerstraße 76 52° 8′ 47″ N, 9° 57′ 14″ O    | Wohnhaus                                     | |          |                |
| Keßlerstraße 77 52° 8′ 47″ N, 9° 57′ 14″ O    | Wohnhaus                                     | |          |                |
| Keßlerstraße 79 52° 8′ 47″ N, 9° 57′ 13″ O    | Wohnhaus                                     | |          |                |
| Keßlerstraße 83 52° 8′ 47″ N, 9° 57′ 12″ O    |                                              | |          |                |
| Keßlerstraße 84 52° 8′ 47″ N, 9° 57′ 12″ O    | Wohnhaus                                     | |          |                |
| Keßlerstraße 85 52° 8′ 47″ N, 9° 57′ 12″ O    | Wohnhaus                                     | |          |                |
| Keßlerstraße 86/87 52° 8′ 47″ N, 9° 57′ 11″ O | Wohnhaus                                     | |          |                |
| Keßlerstraße 88 52° 8′ 47″ N, 9° 57′ 10″ O    | Wohnhaus                                     | |          |                |
| Keßlerstraße 89 52° 8′ 47″ N, 9° 57′ 10″ O    | Wohnhaus                                     | |          |                |
| Keßlerstraße 90 52° 8′ 47″ N, 9° 57′ 10″ O    | Wohnhaus                                     | |          | BW             |
| Keßlerstraße 91 52° 8′ 47″ N, 9° 57′ 10″ O    | Wohnhaus                                     | |          |                |
| Keßlerstraße 92 52° 8′ 47″ N, 9° 57′ 9″ O     | Wohnhaus                                     | |          |                |
| Knollenstraße 1 52° 8′ 48″ N, 9° 57′ 15″ O    | Wohnhaus                                     | | 37513854 |                |
| Knollenstraße 2 52° 8′ 48″ N, 9° 57′ 15″ O    | Wohnhaus                                     | | 37513875 |                |
| Knollenstraße 3 52° 8′ 48″ N, 9° 57′ 15″ O    | Wohnhaus                                     | Das Haus wurde in der ersten Hälfte des 18. Jahrhunderts erbaut. Es ist ein traufständiges, zweigeschossiges Fachwerkhaus, die Traufe hat ein prfoflierten Knaggen. Das Haus hat drei Fensterachsen, in der Mitte befindet sich der Eingang. | 37513896 | BW             |
| Knollenstraße 4 52° 8′ 47″ N, 9° 57′ 15″ O    | Wohnhaus                                     | | 37513917 |                |
| Knollenstraße 5 52° 8′ 47″ N, 9° 57′ 15″ O    | Wohnhaus                                     | | 37513938 |                |
| Knollenstraße 6 52° 8′ 47″ N, 9° 57′ 14″ O    | Wohnhaus                                     | | 37513959 |                |
| Knollenstraße 9 52° 8′ 48″ N, 9° 57′ 14″ O    | Wohnhaus                                     | Laut einer Inschrift am Haus wurde das Wohnhaus 1789 erbaut. Es ist ein Fachwerkhaus mit drei Geschossen, wobei das obere Geschoss 1897 aufgestockt wurde. Die Geschosse sind leicht vorkragend. In der Mitte des Hauses befindet sich eine Durchfahrtdiele, diese Durchfahrt wurde aber bei einer Renovierung 1982 zu gemacht. Das Haus hat ein Satteldach und steht traufständig. | 37514026 |                |
| Knollenstraße 10 52° 8′ 48″ N, 9° 57′ 14″ O   | Wohnhaus                                     | | 37514047 |                |
| Knollenstraße 11 52° 8′ 48″ N, 9° 57′ 14″ O   | Wohnhaus                                     | | 37514068 |                |
| Knollenstraße 12 52° 8′ 49″ N, 9° 57′ 14″ O   | Wohnhaus                                     | | 37514089 |                |
| Knollenstraße 13 52° 8′ 49″ N, 9° 57′ 14″ O   | Wohnhaus                                     | | 37514110 |                |
| Lappenberg 52° 8′ 46″ N, 9° 57′ 6″ O          | Gedenkstätte                                 | Der Lappenberg war vom 16. bis zum 20. Jahrhundert das Zentrum der jüdischen Bevölkerung, auch wenn es Vertreibungen zum Beispiel im 16. Jahrhundert gab. Im Jahre 1725 wurde hier ein Hinterhaus als Synagoge ausgebaut. Eine Synagogenbau wurde dann 1848 erbaut. Diese Synagoge wurde 1938 zerstört. Anstelle der Synagoge steht heute ein Gedenkstein. An dem würfelfämigen Gedenkstein befinden sich Davidsterne und Szenen aus dem jädoschen Leben. Auf dem Würfel ist eine Synagoge mit Kuppel dargestellt. | 37514181 | Weitere Bilder |
| Lappenberg 21 52° 8′ 46″ N, 9° 57′ 4″ O       | Schule                                       | Die Schule der jüdischen Gemeinde wurde 1881 erbaut. Es ist ein traufständiger, zweigeschossiger Bau mit einem Satteldach. Die Fassade hat sieben Achsen und wurde aus Sichtziegel errichtet. Die mittlere Achse, hier befindet sich der Eingang, bildet ein Risalit, ursprünglich befand sich über dem Risalit ein Turmaufsatz. | 37514630 |                |
| Lappenberg 3–19 52° 8′ 45″ N, 9° 57′ 6″ O     | Wohnhäuser                                   | |          |                |

### Gruppe: Bei St. Georgen, Jakobistraße, Rosenhagen
Die Gruppe „Bei St. Georgen, Jakobistraße, Rosenhagen“ hat die ID 37503097.

| Lage                                          | Bezeichnung         | Beschreibung | ID       | Bild |
| --------------------------------------------- | ------------------- | ------------ | -------- | ---- |
| Bei St. Georgen 1 52° 9′ 13″ N, 9° 57′ 14″ O  | Wohn-/Geschäftshaus |              | 37508591 |      |
| Bei St. Georgen 3 52° 9′ 14″ N, 9° 57′ 14″ O  | Wohn-/Geschäftshaus |              | 37508612 |      |
| Bei St. Georgen 5 52° 9′ 14″ N, 9° 57′ 14″ O  | Wohn-/Geschäftshaus |              | 37508633 |      |
| Bei St. Georgen 7 52° 9′ 14″ N, 9° 57′ 14″ O  | Wohnhaus            |              | 37508351 |      |
| Bei St. Georgen 9 52° 9′ 15″ N, 9° 57′ 15″ O  | Wohnhaus            |              | 37515249 |      |
| Bei St. Georgen 11 52° 9′ 15″ N, 9° 57′ 15″ O | Wohnhaus            |              | 37515270 |      |
| Bei St. Georgen 13 52° 9′ 16″ N, 9° 57′ 15″ O | Wohnhaus            |              | 37515291 |      |
| Bei St. Georgen 15 52° 9′ 16″ N, 9° 57′ 15″ O | Wohnhaus            |              | 37515312 |      |
| Jacobistraße 7 52° 9′ 13″ N, 9° 57′ 7″ O      | Wohn-/Geschäftshaus |              | 37511577 |      |
| Jacobistraße 9 52° 9′ 13″ N, 9° 57′ 8″ O      | Wohn-/Geschäftshaus |              | 37511619 |      |
| Jacobistraße 11 52° 9′ 13″ N, 9° 57′ 9″ O     | Wohn-/Geschäftshaus |              | 37511661 |      |
| Jacobistraße 13 52° 9′ 13″ N, 9° 57′ 10″ O    | Wohn-/Geschäftshaus |              | 37511704 |      |
| Jacobistraße 15 52° 9′ 13″ N, 9° 57′ 12″ O    | Wohn-/Geschäftshaus |              | 37511746 |      |
| Jacobistraße 17 52° 9′ 13″ N, 9° 57′ 12″ O    | Wohn-/Geschäftshaus |              | 37511788 |      |
| Jacobistraße 19 52° 9′ 13″ N, 9° 57′ 13″ O    | Wohn-/Geschäftshaus |              | 37511830 |      |
| Jacobistraße 21 52° 9′ 13″ N, 9° 57′ 14″ O    | Wohn-/Geschäftshaus |              | 37511872 |      |
| Rosenhagen 1 52° 9′ 13″ N, 9° 57′ 10″ O       | Wohnhaus            |              | 37515081 |      |
| Rosenhagen 2 52° 9′ 13″ N, 9° 57′ 12″ O       | Wohnhaus            |              | 37515102 |      |
| Rosenhagen 3 52° 9′ 14″ N, 9° 57′ 10″ O       | Wohnhaus            |              | 37509292 |      |
| Rosenhagen 4 52° 9′ 14″ N, 9° 57′ 12″ O       | Wohnhaus            |              | 37509313 |      |
| Rosenhagen 5 52° 9′ 14″ N, 9° 57′ 11″ O       | Wohnhaus            |              | 37509334 |      |
| Rosenhagen 6 52° 9′ 14″ N, 9° 57′ 12″ O       | Wohnhaus            |              | 37509355 |      |
| Rosenhagen 7 52° 9′ 15″ N, 9° 57′ 11″ O       | Wohnhaus            |              | 37509376 |      |
| Rosenhagen 8 52° 9′ 15″ N, 9° 57′ 12″ O       | Wohnhaus            |              | 37509397 |      |
| Rosenhagen 9 52° 9′ 15″ N, 9° 57′ 11″ O       | Wohnhaus            |              | 37509418 |      |
| Rosenhagen 10 52° 9′ 15″ N, 9° 57′ 12″ O      | Wohnhaus            |              | 37509439 |      |
| Rosenhagen 11 52° 9′ 16″ N, 9° 57′ 11″ O      | Wohnhaus            |              | 37509460 |      |
| Rosenhagen 12 52° 9′ 15″ N, 9° 57′ 12″ O      | Wohnhaus            |              | 37509481 |      |
| Rosenhagen 13 52° 9′ 16″ N, 9° 57′ 11″ O      | Wohnhaus            |              | 37509502 |      |

### Wallanlagen
| Lage                                       | Bezeichnung | Beschreibung                                                               | ID | Bild |
| ------------------------------------------ | ----------- | -------------------------------------------------------------------------- | -- | ---- |
| Sedanallee 52° 8′ 49″ N, 9° 57′ 35″ O      | Wallanlagen |                                                                            |    |      |
| Kehrwiederwall 52° 8′ 45″ N, 9° 57′ 19″ O  | Wallanlagen |                                                                            |    |      |
| Neues Tor 52° 8′ 42″ N, 9° 57′ 5″ O        | Wallanlagen |                                                                            |    |      |
| Langelinienwall 52° 8′ 49″ N, 9° 56′ 43″ O | Wallanlagen |                                                                            |    |      |
| Hoher Wall 52° 9′ 9″ N, 9° 56′ 26″ O       | Wallanlagen |                                                                            |    |      |
| Hagentorwall 52° 9′ 14″ N, 9° 56′ 40″ O    | Wallanlagen | Reste der Wallanlage sind noch auf dem Grundstück Hagentorwall 9 zu sehen. |    |      |

### Wohngebiet St. Andreas

#### Gruppe: Hildesheim, Andreasviertel
Die Gruppe „Hildesheim, Andreasviertel“ hat die ID 37503954.

| Lage                                                  | Bezeichnung         | Beschreibung | ID       | Bild |
| ----------------------------------------------------- | ------------------- | --- | -------- | ---- |
| Andreasplatz 20 52° 9′ 8″ N, 9° 56′ 59″ O             | Wohn-/Geschäftshaus | Das Haus wurde nach Zerstörung im Zweiten Weltkrieg wieder aufgebaut. Es ist das sogenannte Pfeilerhaus. | 37521749 |      |
| Andreasplatz 19 52° 9′ 8″ N, 9° 56′ 58″ O             | Wohnhaus            | | 37526192 |      |
| Andreasstraße 1 52° 9′ 7″ N, 9° 56′ 58″ O             | Wohnhaus            | | 37526218 |      |
| Andreasplatz 17 52° 9′ 7″ N, 9° 56′ 57″ O             | Wohnhaus            | | 37526144 |      |
| Andreasplatz 18 52° 9′ 7″ N, 9° 56′ 58″ O             | Wohnhaus            | | 37526168 |      |
| Eckemekerstraße 38 52° 9′ 6″ N, 9° 56′ 56″ O          | Wohnhaus            | | 37526386 |      |
| Eckemekerstraße 37 52° 9′ 6″ N, 9° 56′ 56″ O          | Wohnhaus            | | 37526362 |      |
| Eckemekerstraße 36 52° 9′ 6″ N, 9° 56′ 54″ O          | Wohnhaus            | | 37526338 |      |
| Kardinal-Bertram-Straße 31 52° 9′ 11″ N, 9° 56′ 54″ O | Wohnhaus            | | 37526410 |      |
| Kardinal-Bertram-Straße 32 52° 9′ 10″ N, 9° 56′ 54″ O | Wohnhaus            | | 37526434 |      |
| Kardinal-Bertram-Straße 33 52° 9′ 10″ N, 9° 56′ 53″ O | Wohnhaus            | | 37526458 |      |
| Kardinal-Bertram-Straße 34 52° 9′ 9″ N, 9° 56′ 53″ O  | Wohnhaus            | | 37526482 |      |
| Kardinal-Bertram-Straße 35 52° 9′ 9″ N, 9° 56′ 53″ O  | Wohnhaus            | | 37526506 |      |
| Kardinal-Bertram-Straße 36 52° 9′ 8″ N, 9° 56′ 53″ O  | Wohnhaus            | | 37526530 |      |
| Kardinal-Bertram-Straße 37 52° 9′ 7″ N, 9° 56′ 53″ O  | Wohnhaus            | | 37526554 |      |
| Kardinal-Bertram-Straße 38 52° 9′ 6″ N, 9° 56′ 53″ O  | Wohnhaus            | Direkt nach dem Krieg wurde das Haus erbaut. Es ist ein viergeschossiges Wohnhaus mit einem Walmdach. An der Rechten Ecke befindet sich ein Sgraffito mit der Inschrift: „Hier stand bis zum 22. März 1945 das so genannte ehemalige Rolandhaus. Seit 1769 war es Spital als Stiftung von Senator Roland“. | 37526578 |      |
| Andreasstraße 3 52° 9′ 7″ N, 9° 56′ 56″ O             | Wohnhaus            | | 37526290 |      |
| Andreasstraße 4 52° 9′ 9″ N, 9° 56′ 57″ O             | Wohnhaus            | | 37526242 |      |
| Andreasstraße 5 52° 9′ 7″ N, 9° 56′ 55″ O             | Wohnhaus            | | 37526314 |      |
| Andreasstraße 8 52° 9′ 9″ N, 9° 56′ 54″ O             | Wohnhaus            | | 37526266 |      |

#### Einzelbaudenkmale in der Gruppe „Hildesheim, Andreasviertel“
| Lage                                      | Bezeichnung        | Beschreibung | ID       | Bild           |
| ----------------------------------------- | ------------------ | --- | -------- | -------------- |
| Andreasplatz 4 52° 9′ 6″ N, 9° 57′ 0″ O   | Kirche St. Andreas | Die Andreaskirche geht wahrscheinlich auf Bischof Godehard zurück. Bischof Godehard wurde in der Andreaskirche 1038 aufgebahrt. Die heutige Kirche wurde ab Ende des 13. Jahrhunderts erbaut. Die Altarstiftung fand 1297 statt, der Chor wurde wahrscheinlich 1389 fertig gestellt. Das Nordseitenschiff wurde 1404 fertig, das Langhaus 1504. Der Turm erhielt erst 1837 die heutige Höhe. Die Kirche hat drei Schiffe, ein Querschiff fehlt. 1945 wurden von der Ausstattung einiges zerstört, erhalten geblieben ist unter anderem die aus Messing gegossene Taufe. | 37529614 | Weitere Bilder |
| Andreasplatz 5/6 52° 9′ 4″ N, 9° 57′ 0″ O | Pfarrhaus          | Das Pfarrhaus der Andreaskirche wurde von 1951 bis 1952 erbaut. Es ist ein dreigeschossiger, verputzter Massivbau. Der Sockel ist aus Naturstein erstellt worden. In der dritten Achse von links befindet sich der Eingang, davor ist eine zweiläufige Freitreppe. | 37535597 |                |

### Gruppe: Jüdischer Friedhof Am Katzberge
Die Gruppe „Jüdischer Friedhof Am Katzberge“ hat die ID 37503939. 

| Lage                                    | Bezeichnung | Beschreibung                    | ID       | Bild           |
| --------------------------------------- | ----------- | ------------------------------- | -------- | -------------- |
| Am Katzberge 52° 8′ 47″ N, 9° 55′ 43″ O | Friedhof    | Jüdischer Friedhof Am Katzberge | 37521671 | Weitere Bilder |

### Gruppe: Roemer-Pelizaeus-Museum
Die Gruppe „Roemer-Pelizaeus-Museum“ hat die ID 37504245. 

| Lage                                     | Bezeichnung   | Beschreibung                                                                   | ID       | Bild |
| ---------------------------------------- | ------------- | ------------------------------------------------------------------------------ | -------- | ---- |
| Am Steine 1–2 52° 8′ 56″ N, 9° 56′ 40″ O | Klosterkirche | Roemer- und Pelizaeus-Museum, ehemalige Franziskaner-Klosterkirche St. Martini | 37521724 | BW   |
| Am Steine 1 52° 8′ 56″ N, 9° 56′ 42″ O   | Kapelle       | Roemer- und Pelizaeus-Museum, Portiuncula-Kapelle                              | 37521697 | BW   |
| Am Steine 2 52° 8′ 55″ N, 9° 56′ 39″ O   | Museum        |                                                                                | 37528696 | BW   |
| Am Steine 2 52° 8′ 56″ N, 9° 56′ 41″ O   | Museum        |                                                                                | 37528720 | BW   |

### Gruppe: Augustastraße 19–22
Die Gruppe „Augustastraße 19-22“ hat die ID 37503062. 

| Lage                                       | Bezeichnung         | Beschreibung | ID       | Bild |
| ------------------------------------------ | ------------------- | ------------ | -------- | ---- |
| Augustastraße 19 52° 9′ 4″ N, 9° 57′ 36″ O | Wohn-/Geschäftshaus |              | 37508436 |      |
| Augustastraße 20 52° 9′ 4″ N, 9° 57′ 35″ O | Wohn-/Geschäftshaus |              | 37508457 |      |
| Augustastraße 21 52° 9′ 4″ N, 9° 57′ 34″ O | Wohn-/Geschäftshaus |              | 37508478 |      |
| Augustastraße 22 52° 9′ 4″ N, 9° 57′ 33″ O | Wohn-/Geschäftshaus |              | 37508526 |      |
| Augustastraße 22 52° 9′ 4″ N, 9° 57′ 34″ O | Nebengebäude        |              | 37508504 |      |

### Gruppe: Bennostraße 1a, 3
Die Gruppe „Bennostraße 1a, 3“ hat die ID 37503111.      

| Lage                                      | Bezeichnung  | Beschreibung | ID       | Bild |
| ----------------------------------------- | ------------ | --- | -------- | ---- |
| Bennostraße 1a 52° 8′ 53″ N, 9° 55′ 40″ O | Einfriedung  | Die Mauer aus Naturstein befindet sich an der südlichen Seite der Bennostraße an der Ecke Bergstraße. In der Mauer befindet sich ein Steinrelief aus dem Jahr 1730, sie stellt den heiligen Mauritius da. | 37508698 |      |
| Bennostraße 1a 52° 8′ 53″ N, 9° 55′ 41″ O | Wohnhaus     | | 37508654 |      |
| Bennostraße 1a 52° 8′ 53″ N, 9° 55′ 40″ O | Nebengebäude | | 37508676 |      |

### Gruppe: Bergstraße  12–16
Die Gruppe „Bergstraße  12-16“ hat die ID 37503111.      

| Lage                                     | Bezeichnung | Beschreibung | ID       | Bild |
| ---------------------------------------- | ----------- | ------------ | -------- | ---- |
| Bergstraße 12 52° 8′ 54″ N, 9° 55′ 46″ O | Wohnhaus    |              | 37508741 |      |
| Bergstraße 13 52° 8′ 54″ N, 9° 55′ 45″ O | Wohnhaus    |              | 37508762 |      |
| Bergstraße 14 52° 8′ 54″ N, 9° 55′ 45″ O | Wohnhaus    |              | 37508783 |      |
| Bergstraße 15 52° 8′ 54″ N, 9° 55′ 45″ O | Wohnhaus    |              | 37508804 |      |
| Bergstraße 16 52° 8′ 54″ N, 9° 55′ 45″ O | Wohnhaus    |              | 37508825 |      |

### Gruppe: Brühl 1, 1a, Kreuzstraße 5
Die Gruppe „Brühl 1, 1a, Kreuzstraße 5“ hat die ID 37503181.                 

| Lage                                    | Bezeichnung           | Beschreibung              | ID       | Bild |
| --------------------------------------- | --------------------- | ------------------------- | -------- | ---- |
| Brühl 52° 8′ 58″ N, 9° 57′ 2″ O         | Stiftsgebäude         |                           | 37509098 | BW   |
| Brühl 52° 8′ 59″ N, 9° 57′ 1″ O         | Bruchsteineinfriedung |                           | 37515564 | BW   |
| Brühl 1 52° 8′ 58″ N, 9° 57′ 3″ O       | Kreuzgang             | Rudimente des Kreuzganges | 37509125 |      |
| Brühl 1a 52° 8′ 57″ N, 9° 57′ 2″ O      | Stiftspropstei        |                           | 37509151 | BW   |
| Kreuzstraße 5 52° 8′ 59″ N, 9° 57′ 3″ O | Kirche                |                           | 37514131 |      |
| Kreuzstraße 4 52° 8′ 58″ N, 9° 57′ 4″ O | Pfarrhaus             |                           | 37530959 | BW   |

### Gruppe: Brühl 15–17
Die Gruppe „Brühl 15-17“ hat die ID 37503181.                 

| Lage                                  | Bezeichnung     | Beschreibung | ID       | Bild           |
| ------------------------------------- | --------------- | --- | -------- | -------------- |
| Brühl 15 52° 8′ 50″ N, 9° 57′ 3″ O    | Kirche          | Der Vorgängerbau der Seminarkirche wurde 1657 erbaut. Nach einem Brand wurde von 1766 bis 1772 der Wiederaufbau der heutigen Kirche. Im Zweiten Weltkrieg wurde die Kirche beschädigt, das Innere brannte vollständig aus. Sie wurde wieder aufgebaut. Die Fassade zeigt heute noch die spätbarocken Formen. Die Kirche ist ein Saalbau mit rechteckigem Grundriss. An der Fassade sich in Nischen zwei Statuen des Heiligen Franz von Assis und des Heiligen Antonius von Padua. Über dem Portal befindet sich eine Darstellung der Maria Immaculata. | 37509174 | Weitere Bilder |
| Brühl 15 52° 8′ 50″ N, 9° 57′ 3″ O    | Kapuzinergruft  | |          | BW             |
| Brühl 16-17 52° 8′ 49″ N, 9° 57′ 2″ O | Priesterseminar | | 37509201 |                |

### Gruppe: Brühl 21–31
Die Gruppe „Brühl 21-31“ hat die ID 37503210.                 

#### Gruppe: Wohnhaus mit Hinterhaus, Brühl 21
Die Gruppe „Wohnhaus mit Hinterhaus, Brühl 21“ hat die ID 37504138.                 

| Lage                               | Bezeichnung | Beschreibung | ID       | Bild |
| ---------------------------------- | ----------- | --- | -------- | ---- |
| Brühl 21 52° 8′ 47″ N, 9° 57′ 1″ O | Wohnhaus    | Das Wohnhaus ist ein dreigeschossiges, traufständiges Haus mit sechs Fensterachsen. Zu dem Haus gehört ein zweigeschossiger Anbau mit einer Tordurchfahrt. Der Dachstuhl des Hauses wird um 1800 datiert, das Fachwerkgefüge ist typisch für diese Zeit. Das Zwerchhaus geht auf einem späteren Ausbau des Dachgeschosses zurück. Zu dem Haus gehört ein ehemaliger Stall im Hof. | 37522179 |      |
| Brühl 21 52° 8′ 47″ N, 9° 57′ 0″ O | Schuppen    | | 37527381 | BW   |
| Brühl 21 52° 8′ 47″ N, 9° 57′ 0″ O | Werkstatt   | | 37528809 | BW   |

#### Einzelbaudenkmale in der Gruppe „Brühl 21–31“
| Lage                               | Bezeichnung         | Beschreibung | ID       | Bild |
| ---------------------------------- | ------------------- | ------------ | -------- | ---- |
| Brühl 22 52° 8′ 47″ N, 9° 57′ 1″ O | Wohn-/Geschäftshaus |              | 37509545 |      |
| Brühl 23 52° 8′ 47″ N, 9° 57′ 1″ O | Wohn-/Geschäftshaus |              | 37509566 |      |
| Brühl 24 52° 8′ 48″ N, 9° 57′ 1″ O | Wohn-/Geschäftshaus |              | 37509587 |      |
| Brühl 25 52° 8′ 48″ N, 9° 57′ 1″ O | Wohn-/Geschäftshaus |              | 37509608 |      |
| Brühl 26 52° 8′ 48″ N, 9° 57′ 0″ O | Wohn-/Geschäftshaus |              | 37509636 |      |
| Brühl 27 52° 8′ 48″ N, 9° 57′ 0″ O | Wohn-/Geschäftshaus |              | 37509657 |      |
| Brühl 28 52° 8′ 48″ N, 9° 57′ 0″ O | Wohn-/Geschäftshaus |              | 37509678 |      |
| Brühl 29 52° 8′ 49″ N, 9° 57′ 0″ O | Wohn-/Geschäftshaus |              | 37509699 |      |
| Brühl 30 52° 8′ 49″ N, 9° 57′ 0″ O | Wohn-/Geschäftshaus |              | 37509724 |      |
| Brühl 31 52° 8′ 49″ N, 9° 57′ 0″ O | Wohnhaus            |              | 37509750 |      |
| Brühl 31 52° 8′ 49″ N, 9° 57′ 0″ O | Remise              |              | 49695919 | BW   |

### Gruppe: Godehardsplatz 3–6
Die Gruppe „Godehardsplatz 3-6“ hat die ID 37503342.

| Lage                                        | Bezeichnung    | Beschreibung          | ID       | Bild |
| ------------------------------------------- | -------------- | --------------------- | -------- | ---- |
| Godehardsplatz 3 52° 8′ 43″ N, 9° 57′ 0″ O  | Kirche         | Basilika St. Godehard | 37510487 |      |
| Godehardsplatz 4 52° 8′ 42″ N, 9° 57′ 1″ O  | Klostergebäude |                       | 37510516 |      |
| Godehardsplatz 6 52° 8′ 41″ N, 9° 56′ 57″ O | Klostergebäude | Neue Abtei            | 37510543 |      |

### Gruppe: Godehardsplatz 7
Die Gruppe „Godehardsplatz 7“ hat die ID 37503361.

| Lage                                        | Bezeichnung  | Beschreibung          | ID       | Bild |
| ------------------------------------------- | ------------ | --------------------- | -------- | ---- |
| Godehardsplatz 7 52° 8′ 41″ N, 9° 56′ 56″ O | Gefängnis    | Justizvollzugsanstalt | 37510570 |      |
| Godehardsplatz 7 52° 8′ 40″ N, 9° 56′ 54″ O | Nebengebäude |                       | 37510591 |      |

### Gruppe: Godehardplatz 12–14/Hinterer Brühl
Die Gruppe „Godehardplatz 12-14/Hinterer Brühl“ hat die ID 37503378.

| Lage                                          | Bezeichnung              | Beschreibung | ID       | Bild |
| --------------------------------------------- | ------------------------ | --- | -------- | ---- |
| Godehardsplatz 12a 52° 8′ 46″ N, 9° 56′ 58″ O | Wohnhaus                 | Wernersche Haus | 37511039 |      |
| Godehardsplatz 13 52° 8′ 46″ N, 9° 56′ 59″ O  | Wohnhaus                 | Das Haus ist ein Massivbau aus Sichtsiegel und ist unverputzt. Es wurde im Jahre 1889 nach einem Entwurf des Hildesheimer Architekten A. A. Algermissen für den Lehrer Warneke erbaut. Es ist ein dreigeschossiger, traufständiger Bau mit einem Satteldach. Die Fassade hat drei Fensterachsen, in der linken befindet sich der Eingang. Über den Eingang in den oberen Geschossen befinden sich Doppelfenster. | 37510634 |      |
| Godehardsplatz 14 52° 8′ 46″ N, 9° 56′ 59″ O  | Wohnhaus                 | | 37510655 |      |
| Hinterer Brühl 6 52° 8′ 49″ N, 9° 56′ 57″ O   | Wohnhaus                 | | 37510909 |      |
| Hinterer Brühl 8 52° 8′ 48″ N, 9° 56′ 57″ O   | Wohnhaus                 | | 37510930 |      |
| Hinterer Brühl 9 52° 8′ 47″ N, 9° 56′ 57″ O   | Wohnhaus                 | | 37510951 |      |
| Hinterer Brühl 10 52° 8′ 47″ N, 9° 56′ 57″ O  | Wohnhaus                 | | 37510976 |      |
| Hinterer Brühl 11 52° 8′ 47″ N, 9° 56′ 57″ O  | Wohnhaus                 | | 37510997 |      |
| Hinterer Brühl 12 52° 8′ 47″ N, 9° 56′ 57″ O  | Wohnhaus                 | | 37511018 |      |
| Hinterer Brühl 12a 52° 8′ 46″ N, 9° 56′ 58″ O | Wohnhaus                 | Wernersches Haus | 37511039 |      |
| Hinterer Brühl 13 52° 8′ 45″ N, 9° 56′ 57″ O  | Wohnhaus                 | Nikolaikapelle, ehem. | 37511066 |      |
| Hinterer Brühl 13a 52° 8′ 45″ N, 9° 56′ 57″ O | Wohnhaus                 | | 37511088 |      |
| Hinterer Brühl 14 52° 8′ 46″ N, 9° 56′ 57″ O  | Pfarramt                 | | 37511109 |      |
| Hinterer Brühl 15 52° 8′ 47″ N, 9° 56′ 56″ O  | Wohn-/Wirtschaftsgebäude | | 37511134 |      |
| Hinterer Brühl 16 52° 8′ 47″ N, 9° 56′ 56″ O  | Wohnhaus                 | | 37511159 |      |
| Hinterer Brühl 17 52° 8′ 47″ N, 9° 56′ 56″ O  | Wohnhaus                 | | 37511180 |      |
| Hinterer Brühl 18 52° 8′ 48″ N, 9° 56′ 56″ O  | Wohnhaus                 | | 37511205 |      |
| Hinterer Brühl 19 52° 8′ 48″ N, 9° 56′ 56″ O  | Wohnhaus                 | | 37511230 |      |
| Hinterer Brühl 20 52° 8′ 48″ N, 9° 56′ 56″ O  | Wohnhaus                 | | 37511255 |      |

### Gruppe: Michaelisplatz
Die Gruppe „Michaelisplatz“ hat die ID 37503569.

| Lage                                          | Bezeichnung   | Beschreibung | ID       | Bild           |
| --------------------------------------------- | ------------- | --- | -------- | -------------- |
| Michaelisplatz 1 52° 9′ 10″ N, 9° 56′ 36″ O   | St. Michaelis | Die alte Benediktiner-Abteikirche St. Michaelis wurde von 1010 und 1022 unter Bernward, dem Bischof von Hildesheim, erbaut. Die Kirche ist eine der wenigen Bauten um die Jahrtausendwende, die in der Gesamtheit unbeschädigt erhalten geblieben sind. Aus diesem Grunde wurde die Kirche mit der laufenden Nummer 187 in die Welterbeliste der UNESCO eingetragen. | 37515967 | Weitere Bilder |
| Hagentorwall 17 52° 9′ 11″ N, 9° 56′ 32″ O    | Tor           | Portal des ehemaligen Officiniengebäudes | 37515745 |                |
| Michaelisplatz 52° 9′ 11″ N, 9° 56′ 32″ O     | Fassadenrest  | | 37515997 |                |
| Hagentorwall 17 52° 9′ 14″ N, 9° 56′ 30″ O    | Schule        | Gymnasium Andreanum | 37517242 |                |
| Hagentorwall 16 52° 9′ 13″ N, 9° 56′ 34″ O    | Fassadenrest  | | 37516022 |                |
| Michaelisplatz 2/3 52° 9′ 11″ N, 9° 56′ 40″ O | Pfarramt      | | 37516044 |                |
| Hagentorwall 17 52° 9′ 12″ N, 9° 56′ 29″ O    | Mauer         | | 37515722 |                |

### Gruppe: Johannisstraße
Die Gruppe „Johannisstraße“ hat die ID 37503462.

| Lage                                        | Bezeichnung | Beschreibung | ID       | Bild           |
| ------------------------------------------- | ----------- | --- | -------- | -------------- |
| Johannisfriedhof 52° 8′ 52″ N, 9° 56′ 24″ O | Friedhof    | Der Friedhof wurde 1812 angelegt. Geschlossen wurde der Friedhof am 1. April 1884, die letzte Beisetzung fand am 25. März 1930 statt. Im Zweiten Weltkrieg wurde auch der Friedhof beschädigt. Erhalten geblieben ist aber das Grabmal von Franz Heinrich Hansen. | 37511893 | Weitere Bilder |

### Gruppe: Marktplatz/Rathausstraße 20
Die Gruppe „Marktplatz/Rathausstraße 20“ hat die ID 37503553.

| Lage                                      | Bezeichnung         | Beschreibung | ID       | Bild           |
| ----------------------------------------- | ------------------- | --- | -------- | -------------- |
| Markt 52° 9′ 10″ N, 9° 57′ 6″ O           | Marktbrunnen        | Obwohl nicht genau in der Mitte des Marktplatzes stehend bildet der Marktbrunnen oder Rolandbrunnen den Mittelpunkt des Marktplatzes. Der heutige Brunnen ist eine Kopie aus dem Jahr 1984, das Original ist eingelagert. An den Seiten befinden sich acht Relieftafel, die laut einer Inschrift 1540 erstellt wurden. Dargestellt sind die Helden und Tyrannen des Alten Testaments, die Vorlagen kamen von Georg Pencz. Auf der Brunnensäule befindet sich ein Schildträger. | 37515696 | Weitere Bilder |
| Markt 1 52° 9′ 10″ N, 9° 57′ 8″ O         | Altstädter Rathaus  | Das heutige Rathaus geht auf einem Bau aus dem Jahr 1325 zurück. Im Jahre 1945 brannte das Rathaus aus. Der Wiederaufbau wurde 1954 abgeschlossen. Die Fassade zum Markt hin ist geprägt von einem großen Stufengiebel, die Fassade ist ansonsten unsymmetrisch. Über den rechten Fenstern vom Stufengiebel gesehenen Fenstern befinden sich Zwerchhäuser, bei den linken Fenstern keine. Die Ausstattung im Inneren ist aus der Zeit der 1950er Jahre, nur wenige historische Ausstattungen ist erhalten und integriert worden. Der Ratskeller ist allerdings noch im Wesentlichen erhalten geblieben. | 37515902 | Weitere Bilder |
| Markt 4 52° 9′ 11″ N, 9° 57′ 6″ O         | Hotel               | | 37532990 |                |
| Markt 7 52° 9′ 10″ N, 9° 57′ 4″ O         | Gaststätte          | Knochenhaueramtshaus | 45644117 | Weitere Bilder |
| Markt 8 52° 9′ 10″ N, 9° 57′ 4″ O         | Gaststätte          | Bäckeramtshaus | 45960036 | Weitere Bilder |
| Rathausstraße 20 52° 9′ 9″ N, 9° 57′ 7″ O | Wohn-/Geschäftshaus | Tempelhaus, Haus von Harlessen | 37516557 |                |

### Gruppe: Michaelisstraße 2–20, Wohnhäuser
Die Gruppe „Michaelisstraße 2–20, Wohnhäuser“ hat die ID 37504104.      

| Lage                                          | Bezeichnung | Beschreibung | ID       | Bild |
| --------------------------------------------- | ----------- | ------------ | -------- | ---- |
| Michaelisstraße 2 52° 9′ 12″ N, 9° 56′ 52″ O  | Wohnhaus    |              | 37526623 |      |
| Michaelisstraße 3 52° 9′ 12″ N, 9° 56′ 51″ O  | Wohnhaus    |              | 37526647 |      |
| Michaelisstraße 5 52° 9′ 12″ N, 9° 56′ 50″ O  | Wohnhaus    |              | 37526671 |      |
| Michaelisstraße 6 52° 9′ 11″ N, 9° 56′ 49″ O  | Wohnhaus    |              | 37526695 |      |
| Michaelisstraße 7 52° 9′ 11″ N, 9° 56′ 49″ O  | Wohnhaus    |              | 37526719 |      |
| Michaelisstraße 8 52° 9′ 11″ N, 9° 56′ 48″ O  | Wohnhaus    |              | 37526743 |      |
| Michaelisstraße 9 52° 9′ 11″ N, 9° 56′ 47″ O  | Wohnhaus    |              | 37526767 |      |
| Michaelisstraße 10 52° 9′ 11″ N, 9° 56′ 47″ O | Wohnhaus    |              | 37526791 |      |
| Michaelisstraße 11 52° 9′ 11″ N, 9° 56′ 46″ O | Wohnhaus    |              | 37526815 |      |
| Michaelisstraße 12 52° 9′ 11″ N, 9° 56′ 45″ O | Wohnhaus    |              | 37526839 |      |
| Michaelisstraße 13 52° 9′ 11″ N, 9° 56′ 45″ O | Wohnhaus    |              | 37526863 |      |
| Michaelisstraße 14 52° 9′ 11″ N, 9° 56′ 44″ O | Wohnhaus    |              | 37526887 |      |
| Michaelisstraße 15 52° 9′ 11″ N, 9° 56′ 44″ O | Wohnhaus    |              | 37526911 |      |
| Michaelisstraße 16 52° 9′ 11″ N, 9° 56′ 43″ O | Wohnhaus    |              | 37526935 |      |
| Michaelisstraße 17 52° 9′ 11″ N, 9° 56′ 43″ O | Wohnhaus    |              | 37526959 |      |
| Michaelisstraße 18 52° 9′ 11″ N, 9° 56′ 42″ O | Wohnhaus    |              | 37526983 |      |
| Michaelisstraße 19 52° 9′ 11″ N, 9° 56′ 42″ O | Wohnhaus    |              | 37527007 |      |
| Michaelisstraße 20 52° 9′ 11″ N, 9° 56′ 42″ O | Wohnhaus    |              | 37527031 |      |

### Gruppe: Mittelallee 13–24
Die Gruppe „Mittelallee 13–24“ hat die ID 37503584.

| Lage                                     | Bezeichnung | Beschreibung | ID       | Bild |
| ---------------------------------------- | ----------- | ------------ | -------- | ---- |
| Mittelallee 13 52° 8′ 47″ N, 9° 56′ 9″ O | Wohnhaus    |              | 37516066 |      |
| Mittelallee 14 52° 8′ 48″ N, 9° 56′ 8″ O | Wohnhaus    |              | 37516087 |      |
| Mittelallee 15 52° 8′ 46″ N, 9° 56′ 9″ O | Wohnhaus    |              | 37516108 |      |
| Mittelallee 16 52° 8′ 48″ N, 9° 56′ 8″ O | Wohnhaus    |              | 37516129 |      |
| Mittelallee 17 52° 8′ 46″ N, 9° 56′ 9″ O | Wohnhaus    |              | 37516150 |      |
| Mittelallee 18 52° 8′ 48″ N, 9° 56′ 7″ O | Wohnhaus    |              | 37516171 |      |
| Mittelallee 19 52° 8′ 46″ N, 9° 56′ 8″ O | Wohnhaus    |              | 37516192 |      |
| Mittelallee 20 52° 8′ 48″ N, 9° 56′ 6″ O | Wohnhaus    |              | 37516213 |      |
| Mittelallee 21 52° 8′ 46″ N, 9° 56′ 7″ O | Wohnhaus    |              | 37516234 |      |
| Mittelallee 22 52° 8′ 47″ N, 9° 56′ 6″ O | Wohnhaus    |              | 37516255 |      |
| Mittelallee 23 52° 8′ 46″ N, 9° 56′ 7″ O | Wohnhaus    |              | 37516276 |      |
| Mittelallee 24 52° 8′ 47″ N, 9° 56′ 5″ O | Wohnhaus    |              | 37516297 |      |

### Gruppe: Wohnhäuser Neue Straße 1–30
Die Gruppe „Wohnhäuser Neue Straße 1–30“ hat die ID 37504172.

| Lage                                     | Bezeichnung | Beschreibung | ID       | Bild |
| ---------------------------------------- | ----------- | ------------ | -------- | ---- |
| Neue Straße 1 52° 8′ 50″ N, 9° 57′ 7″ O  | Wohnhaus    |              | 37524123 |      |
| Neue Straße 1a 52° 8′ 50″ N, 9° 57′ 7″ O | Wohnhaus    |              | 37527977 |      |
| Neue Straße 2 52° 8′ 50″ N, 9° 57′ 7″ O  | Wohnhaus    |              | 37527998 |      |
| Neue Straße 2a 52° 8′ 50″ N, 9° 57′ 6″ O | Wohnhaus    |              | 37528021 |      |
| Neue Straße 22 52° 8′ 51″ N, 9° 57′ 3″ O | Wohnhaus    |              | 37528064 |      |
| Neue Straße 23 52° 8′ 51″ N, 9° 57′ 3″ O | Wohnhaus    |              | 37528085 |      |
| Neue Straße 24 52° 8′ 51″ N, 9° 57′ 4″ O | Wohnhaus    |              | 37528106 |      |
| Neue Straße 27 52° 8′ 51″ N, 9° 57′ 5″ O | Wohnhaus    |              | 37528413 |      |
| Neue Straße 28 52° 8′ 51″ N, 9° 57′ 6″ O | Wohnhaus    |              | 37528434 |      |
| Neue Straße 29 52° 8′ 51″ N, 9° 57′ 6″ O | Wohnhaus    |              | 37521996 |      |
| Neue Straße 30 52° 8′ 51″ N, 9° 57′ 7″ O | Wohnhaus    |              | 37522017 |      |

### Gruppe: Sedanstraße  37–40
Die Gruppe „Sedanstraße  37-40“ hat die ID 37503669.

| Lage                                         | Bezeichnung | Beschreibung | ID       | Bild |
| -------------------------------------------- | ----------- | ------------ | -------- | ---- |
| Sedanstraße 37 52° 8′ 46″ N, 9° 57′ 34″ O    | Wohnhaus    |              | 37516648 |      |
| Sedanstraße 37a 52° 8′ 46″ N, 9° 57′ 33″ O   | Wohnhaus    |              | 37516669 |      |
| Sedanstraße 38 52° 8′ 46″ N, 9° 57′ 33″ O    | Wohnhaus    |              | 37516690 |      |
| Sedanstraße 38a 52° 8′ 47″ N, 9° 57′ 33″ O   | Wohnhaus    |              | 37516711 |      |
| Sedanstraße 39/40 52° 8′ 47″ N, 9° 57′ 33″ O | Wohnhaus    |              | 37516753 |      |

### Gruppe: Stiftskirchenweg 4–7
Die Gruppe „Stiftskirchenweg 4-7“ hat die ID 37503717.

| Lage                                          | Bezeichnung   | Beschreibung                     | ID       | Bild |
| --------------------------------------------- | ------------- | -------------------------------- | -------- | ---- |
| Stiftskirchenweg 4 52° 8′ 49″ N, 9° 55′ 34″ O | Kreuzgang     |                                  | 37517009 |      |
| Stiftskirchenweg 5 52° 8′ 50″ N, 9° 55′ 35″ O | Kirche        | katholische Kirche St. Mauritius | 37516983 |      |
| Stiftskirchenweg 6 52° 8′ 49″ N, 9° 55′ 35″ O | Küsterhaus    | Choralei                         | 48346873 |      |
| Stiftskirchenweg 5 52° 8′ 49″ N, 9° 55′ 35″ O | Stiftsgebäude |                                  | 37517029 |      |

### Einzeldenkmale
| Lage                                                | Bezeichnung                                            | Beschreibung | ID       | Bild           |
| --------------------------------------------------- | ------------------------------------------------------ | --- | -------- | -------------- |
| Almsstraße 46 52° 9′ 13″ N, 9° 57′ 4″ O             | Kirche                                                 | | 37529294 |                |
| Alter Markt 1 52° 9′ 5″ N, 9° 56′ 49″ O             | Fassade                                                | | 37535535 |                |
| Alter Markt 70 52° 9′ 6″ N, 9° 56′ 49″ O            | Utlucht                                                | | 37535783 |                |
| Schenkenstraße 9 52° 9′ 8″ N, 9° 56′ 46″ O          | Kemenate                                               | | 37534977 |                |
| Am Katzberge 52° 8′ 45″ N, 9° 55′ 44″ O             | Wegekreuz                                              | | 37529457 |                |
| Am Steine 4 52° 8′ 56″ N, 9° 56′ 37″ O              | Wohnhaus                                               | mit zwei geschnitzten Türrahmen | 37529494 | BW             |
| Am Steine 5 52° 8′ 56″ N, 9° 56′ 37″ O              | Wohnhaus                                               | | 7529513  | BW             |
| Am Steine 6 52° 8′ 57″ N, 9° 56′ 37″ O              | Wohnhaus                                               | | 37529532 | BW             |
| Am Steine 7 52° 8′ 58″ N, 9° 56′ 35″ O              | Stadtarchiv                                            | Das Stadtarchiv wurde 1715 als ehemalige Kurie erbaut, im Zweiten Weltkrieg wurde das Gebäude bis auf die Grundmauer zerstört. In den 1970er-Jahren wurde das Gebäude wieder aufgebaut. Dabei wurde das Haus um ein Geschoss aufgestockt. Das Dach ist ein Walmdach. Das Gebäude hat 11 Achsen, der Eingang befindet sich in der mittleren Achse. Vor dem Eingang ist eine breite Eingangstreppe, über dem Eingang befindet sich ein Balkon. | 3752955  |                |
| An der alten Münze 11 52° 9′ 4″ N, 9° 56′ 57″ O     | ehemalige städtische Münze                             | | 37529634 |                |
| Bahnhofsallee 4 52° 9′ 19″ N, 9° 57′ 22″ O          | Wohnhaus                                               | | 37529676 |                |
| Bennostraße 2 52° 8′ 52″ N, 9° 55′ 40″ O            | Schule                                                 | Das Schulgebäude wurde 1900 erbaut. | 37529734 |                |
| Bennostraße 3 52° 8′ 52″ N, 9° 55′ 41″ O            | Brauhaus                                               | | 37508720 |                |
| Bennostraße 4 52° 8′ 51″ N, 9° 55′ 40″ O            | Schule                                                 | | 37529754 |                |
| Bennostraße 4 52° 8′ 51″ N, 9° 55′ 41″ O            | Einfriedung                                            | | 37536625 |                |
| Bergsteinweg 25a 52° 8′ 55″ N, 9° 56′ 1″ O          | Wohnhaus                                               | | 37529774 |                |
| Bergstraße 3 52° 8′ 55″ N, 9° 55′ 49″ O             | Wohnhaus                                               | | 37529793 |                |
| Bergstraße 4 52° 8′ 55″ N, 9° 55′ 48″ O             | Wohnhaus                                               | | 37529812 |                |
| Bergstraße 5 52° 8′ 55″ N, 9° 55′ 48″ O             | Wohnhaus                                               | | 37529831 |                |
| Bergstraße 22 52° 8′ 52″ N, 9° 55′ 36″ O            | Villa Windhorst                                        | Die Villa wurde von 1882 bis 1886 erbaut. | 37529850 | Weitere Bilder |
| Bergstraße 22 52° 8′ 52″ N, 9° 55′ 38″ O            | Garten der Villa Windthorst                            | | 37536583 | Weitere Bilder |
| Bergstraße 22 52° 8′ 53″ N, 9° 55′ 38″ O            | Umfassungsmauern der Villa Windthorst                  | | 37536326 | Weitere Bilder |
| Braunschweiger Straße 53 52° 8′ 54″ N, 9° 57′ 31″ O | Verwaltungsgebäude                                     | Handwerkskammer | 37529968 |                |
| Brühl 18/19 52° 8′ 48″ N, 9° 57′ 1″ O               | Wohnhaus                                               | | 41747154 |                |
| Brühl 20 52° 8′ 47″ N, 9° 57′ 2″ O                  | Hochschulgebäude                                       | Hospital von Alten | 37531182 |                |
| Brühl 20 52° 8′ 48″ N, 9° 57′ 3″ O                  | Nebengebäude                                           | | 37531206 |                |
| Dammstraße 52° 8′ 58″ N, 9° 56′ 27″ O               | Stadtmauer                                             | Reste der Stadtmauer | 37531266 |                |
| Galgenbergstraße 16 52° 9′ 4″ N, 9° 57′ 52″ O       | Wohnhaus                                               | | 37531382 |                |
| Godehardsplatz 8 52° 8′ 43″ N, 9° 56′ 55″ O         | Wohnhaus                                               | Godehardi-Mühle, ehem. | 37531440 |                |
| Godehardsplatz 9 52° 8′ 44″ N, 9° 56′ 56″ O         | Krankenhaus                                            | | 37531464 |                |
| Hoher Weg 52° 9′ 4″ N, 9° 57′ 3″ O                  | Denkmal                                                | Huckupdenkmal | 37531957 |                |
| Hoher Weg 4 52° 9′ 9″ N, 9° 57′ 3″ O                | Apotheke                                               | Rats-Apotheke | 37531870 |                |
| Hoher Weg 29, 30, 31 52° 9′ 8″ N, 9° 57′ 2″ O       | Gewölbekeller                                          | Reste | 37531914 | BW             |
| Hoher Weg 29, 30, 31 52° 9′ 8″ N, 9° 57′ 0″ O       | Fassadenrest                                           | Fassade zum Andreasplatz | 41976363 |                |
| Hoher Weg 35 52° 9′ 9″ N, 9° 56′ 59″ O              | zwei Gewölbekeller entlang der Altstädter Stobenstraße | | 37535832 |                |
| Hoher Weg 37 52° 9′ 11″ N, 9° 57′ 0″ O              | Wohn-/Geschäftshaus                                    | ehemalig Tessner | 37531933 |                |
| Johannisbrücke 52° 8′ 55″ N, 9° 56′ 28″ O           | Brücke                                                 | | 37532235 |                |
| Mühlengraben 52° 8′ 40″ N, 9° 56′ 53″ O             | Brücke                                                 | Brücke zwischen Kehrwiederwall und Langelinienwall über den Mühlengraben | 37533302 |                |
| Kehrwiederwall 52° 8′ 40″ N, 9° 56′ 53″ O           | Stadtbefestigung                                       | Kehrwieder-Wall und Kehrwieder-Grund | 37515835 | BW             |
| Keßlerstraße 52 52° 8′ 45″ N, 9° 57′ 25″ O          | Verwaltungsgebäude                                     | ehem. Großvogtei | 37532497 | Weitere Bilder |
| Kleine Steuer 52° 8′ 50″ N, 9° 55′ 39″ O            | Weg                                                    | die Gasse Kleine Steuer | 37532556 |                |
| Kleine Steuer 1 52° 8′ 50″ N, 9° 55′ 40″ O          | Bruchsteinmauern an der Gasse Kleine Steuer            | nur die Mauer vor dem Haus Nr. 1 ist erhalten, die Mauer vor dem Haus Nr. 2 wurde abgerissen und durch eine Betonmauer ersetzt | 37536663 |                |
| Kleine Venedig 52° 8′ 57″ N, 9° 56′ 33″ O           | Brücke                                                 | Brücke über den Mühlengraben | 37532518 | Weitere Bilder |
| Kleine Venedig 3 52° 8′ 57″ N, 9° 56′ 34″ O         | Wohnhaus                                               | | 37532538 |                |
| Königstraße 2 52° 8′ 54″ N, 9° 55′ 50″ O            | Wohnhaus                                               | Doppelwohnhaushälfte | 37532576 |                |
| Königstraße 4 52° 8′ 54″ N, 9° 55′ 50″ O            | Wohnhaus                                               | Doppelwohnhaushälfte | 37532601 |                |
| Königstraße 10 52° 8′ 52″ N, 9° 55′ 50″ O           | Wohnhaus                                               | | 37535250 |                |
| Königstraße 12 52° 8′ 51″ N, 9° 55′ 50″ O           | Wohnhaus                                               | Doppelwohnhaushälfte | 3753262  |                |
| Königstraße 14 52° 8′ 51″ N, 9° 55′ 51″ O           | Wohnhaus                                               | Doppelwohnhaushälfte | 37532642 |                |
| Königstraße 22 52° 8′ 47″ N, 9° 55′ 52″ O           | Wohnhaus                                               | | 37535273 |                |
| Krähenberg 11 52° 9′ 22″ N, 9° 57′ 43″ O            | Wohnhaus                                               | | 37532662 |                |
| Kurzer Hagen 16/17 52° 9′ 12″ N, 9° 56′ 58″ O       | Wohn-/Geschäftshaus                                    | Salon Lattmann | 37535222 |                |
| Langer Hagen 36 52° 9′ 8″ N, 9° 56′ 39″ O           | Sgraffito                                              | Das Sgraffito wurde 1954 von dem Kunstmaler Otto Aue erstellt. Es stellt den Heiligen Michael da. Dargestellt ist, wie der Heilige Michael mit einer Lanze einen Drachen tötet. Links unten befindet sich die Jahreszahl 1945, ein Hinweis auf die Zerstörung Hildesheims, rechts die Jahreszahl 1954, das Erstellungsjahr des Sgraffitos.                                                                                                   | 37530810 |                |
| Lucienvörder Straße 23 52° 8′ 40″ N, 9° 56′ 52″ O   | Wohnhaus                                               | Wachhäuschen | 37532971 |                |
| Michaelisstraße 48-52 52° 9′ 13″ N, 9° 56′ 47″ O    | Stadtmauerreste                                        | | 37531513 |                |
| Mittelallee 52° 8′ 41″ N, 9° 55′ 51″ O              | Mittelallee und Eichendorffhain                        | | 41810011 |                |
| Neue Straße 10 52° 8′ 52″ N, 9° 56′ 53″ O           | Torhaus                                                | ehemalige Kartause, Torhaus, St.-Bernward-Krankenhaus | 37534172 |                |
| Neue Straße 16 52° 8′ 52″ N, 9° 56′ 56″ O           | Ordenshaus                                             | Mutterhaus der Barmherzigen Schwestern vom Heiligen Vinzenz von Paul | 37535125 |                |
| Neue Straße 21 52° 8′ 51″ N, 9° 57′ 0″ O            | Klosterkirche                                          | Dominikaner-Klosterkirche St. Paulus | 37533361 | Weitere Bilder |
| Neustädter Markt 52° 8′ 53″ N, 9° 57′ 16″ O         | Brunnen                                                | Katzenbrunnen | 37533458 |                |
| Neustädter Markt 52° 8′ 51″ N, 9° 57′ 17″ O         | Kirche                                                 | evangelische Kirche St. Lamberti | 37533478 | Weitere Bilder |
| Neustädter Markt 30/31 52° 8′ 50″ N, 9° 57′ 14″ O   | Wohn-/Geschäftshaus                                    | | 37533498 |                |
| Osterstraße 1a 52° 9′ 10″ N, 9° 57′ 15″ O           | Portal                                                 | Das Portal stammt aus der ersten Hälfte des 16. Jahrhunderts und ist im spätgotischen Stil erbaut worden. Das zugehörige Haus wurde 1945 zerstört. | 37533575 |                |
| Osterstraße 1b 52° 9′ 11″ N, 9° 57′ 14″ O           | Gewölbekeller                                          | Das Portal stammt aus der ersten Hälfte des 16. Jahrhunderts und ist im spätgotischen Stil erbaut worden. Das zugehörige Haus wurde 1945 zerstört. | 48404450 |                |
| Osterstraße 51 52° 9′ 11″ N, 9° 57′ 17″ O           | Wohnhaus                                               | Von Haus blieben bei Zerstörungen im Zweiten Weltkrieg diese vier Gewölbekeller stehen. | 37533594 | BW             |
| Osterstraße 60 52° 9′ 9″ N, 9° 57′ 13″ O            | Kemenate                                               | sogenannte Bürgermeisterkapelle | 37533612 |                |
| Pfaffenstieg 4 52° 9′ 1″ N, 9° 56′ 42″ O            | Sgraffito                                              | Das Sgraffito befindet sich an der Ostseite der Freiherr-vom-Stein-Schule am Pfaffenstieg 4-5. Erstellt wurde es im Jahre 1954 von Heinz Algermissen und Ignatz Gerlach. Es zeigt den Grundriss der Stadt Hildesheim vor der Zerstörung im Jahre 1945. | 37530786 |                |
| Scheelenstraße 22 52° 9′ 6″ N, 9° 57′ 8″ O          | Erker                                                  | | 37535622 |                |
| Sedanstraße 31 52° 8′ 43″ N, 9° 57′ 34″ O           | Wohnhaus                                               | | 37533885 |                |
| Stiftskirchenweg 1 52° 8′ 50″ N, 9° 55′ 37″ O       | Wohnhaus                                               | Kratzbergscher Hof | 37534037 |                |
| Treibestraße 52° 8′ 52″ N, 9° 56′ 51″ O             | Wirtschaftsflügel                                      | | 37534192 |                |
| Treibestraße 2 52° 8′ 51″ N, 9° 56′ 45″ O           | St. Augustinus-Schule                                  | | 37534211 |                |
| Wollenweberstraße 31 52° 8′ 49″ N, 9° 57′ 10″ O     | Keller                                                 | Gewölbekeller | 37530086 |                |

## Ehemalige Baudenkmale
| Lage                                        | Bezeichnung                              | Beschreibung | ID | Bild           |
| ------------------------------------------- | ---------------------------------------- | ------------ | -- | -------------- |
| Alfelder Straße 52° 8′ 16″ N, 9° 56′ 33″ O  | Domfriedhof                              |              |    | BW             |
| Domhof 29b 52° 8′ 59″ N, 9° 56′ 50″ O       | freistehende Giebelwand mit Wappenschild |              |    |                |
| Pfaffenstieg 52° 9′ 1″ N, 9° 56′ 46″ O      | Sandsteinfigur des Heiligen Godehard     |              |    | BW             |
| Mühlenstraße 25 52° 9′ 4″ N, 9° 56′ 29″ O   | Altes Schlafhaus                         |              |    | BW             |
| Schützenallee 21 52° 9′ 18″ N, 9° 56′ 21″ O | Magdalenenfriedhof                       |              |    |                |
| Mühlenstraße 25 52° 9′ 9″ N, 9° 56′ 29″ O   | Magdalenengarten                         |              |    | Weitere Bilder |